# 小街停车场
小街停车场位于天津市北辰区，为天津地铁四号线北段建设中的停车场。附近有小街站。